# Marcellina
Marcellina là một đô thị ở tỉnh Roma trong vùng Latium thuộc Ý, có cự ly khoảng 30 km về phía đông bắc của Roma. Tại thời điểm ngày 31 tháng 12 năm 2004, đô thị này có dân số 5.913 người và diện tích là 15,3 km².
Marcellina giáp các đô thị: Guidonia Montecelio, San Polo dei Cavalieri, Tivoli.